# L'uomo delle stelle
L'uomo delle stelle è un film del 1995 diretto da Giuseppe Tornatore.
Presentato in concorso nel 1995 alla 52ª Mostra internazionale d'arte cinematografica di Venezia, si aggiudicò il premio speciale della giuria, ex aequo con La commedia di Dio di João César Monteiro, ed ottenne una candidatura agli Oscar 1996 come miglior film straniero.
Il film si avvale del contributo di attori affermati anche nei ruoli secondari e di una ricostruzione storica della Sicilia negli anni del secondo dopoguerra, tra cui si ricorda la sequenza dell'occupazione delle terre, e vede come interpreti principali Sergio Castellitto, nei panni di Joe Morelli, e l'allora esordiente Tiziana Lodato nei panni di Beata.

## Trama
Nella Sicilia del 1953, Joe Morelli (vero nome Giuseppe Romolo) gira con un autocarro, un tendone e una macchina da presa: si presenta come inviato di una casa cinematografica romana e invita la gente a fare provini per la cifra di 1500 lire, promettendo fama e denaro e dispensando a chiunque lodi e incoraggiamenti su una probabile carriera attoriale. In ogni paese il suo arrivo suscita entusiasmo, senza distinzione di età o sesso.
Al richiamo della cinepresa accorrono, tra gli altri, dei banditi che si erano dati alla macchia e un brigadiere dei Carabinieri, che non resiste alla tentazione di farsi riprendere mentre recita un passo della Divina Commedia. Ma sarà proprio lui, dopo alcuni mesi (divenuto Maresciallo), a smascherare Morelli come ciarlatano e truffatore. Il materiale filmico di cui fa uso è infatti scaduto e inutilizzabile.
Oltre all'arresto e al pubblico ludibrio, sulla strada per il carcere, Morelli deve subire anche la vendetta di una famiglia mafiosa, del cui decano aveva finto di riprendere le esequie e la camera ardente. Con la complicità suo malgrado del Carabiniere, che lo "consegna" per alcuni minuti, viene impietosamente pestato e umiliato, davanti agli occhi di Beata, una giovane ragazza, fino a quel momento all'oscuro di tutto, con la quale aveva legato sentimentalmente e che si era innamorata di lui, nella speranza che la portasse lontano dal suo paese.
Morelli, dopo avere scontato la pena, si metterà in cerca di lei, fino a trovarla in una casa di cura, traumatizzata irreversibilmente per il colpo subìto. Lei non lo riconosce e sciorina soltanto frasi sconnesse. A Morelli non resta che recuperare il suo camion, dove Beata per molto tempo aveva dimorato, e lasciare la Sicilia. I provini girati per imbrogliare gli aspiranti attori non potranno mai essere visti da nessuno, essendo stati impressi uno sull'altro su una stessa vecchia pellicola, ma Morelli può riascoltarne le voci incise sui nastri, ritornando con la mente a tutta quella umanità che aveva visto passare nel suo tendone, a quei provini quasi sempre spontanei che rivivono nitidamente nella sua memoria.

## Finale alternativo
In realtà il vero finale previsto da Tornatore, che non poté girare per problemi di budget, prevedeva che Morelli dopo aver attraversato lo stretto di Messina si ritrovasse per puro caso in Calabria sul set di un film e con il regista Pietro Germi, impegnato a girare Il brigante di Tacca del Lupo. Germi, incontratolo, si ritrova per caso in possesso della pellicola scaduta di Morelli, che alcuni giorni dopo visiona in moviola a Roma. Proiettandola, egli vede i visi della gente intervistata dal romano in Sicilia tutti sovrapposti uno sull'altro (dato che era stata usata sempre la stessa bobina) e, essendone rimasto folgorato, decide di mettersi in cerca del furfante. Lo ritroverà vecchio e malandato in un cinema della capitale, intento ad immaginare sullo schermo lui e la sua amata Beata se fossero stati attori.
Tale finale alternativo è stato proposto attraverso una sequenza di dieci tavole a fumetti realizzate su testi di Giampiero Bronzetti e disegni di Lelio Bonaccorso, presentate in occasione della 63ª edizione del Taormina FilmFest.

## Produzione

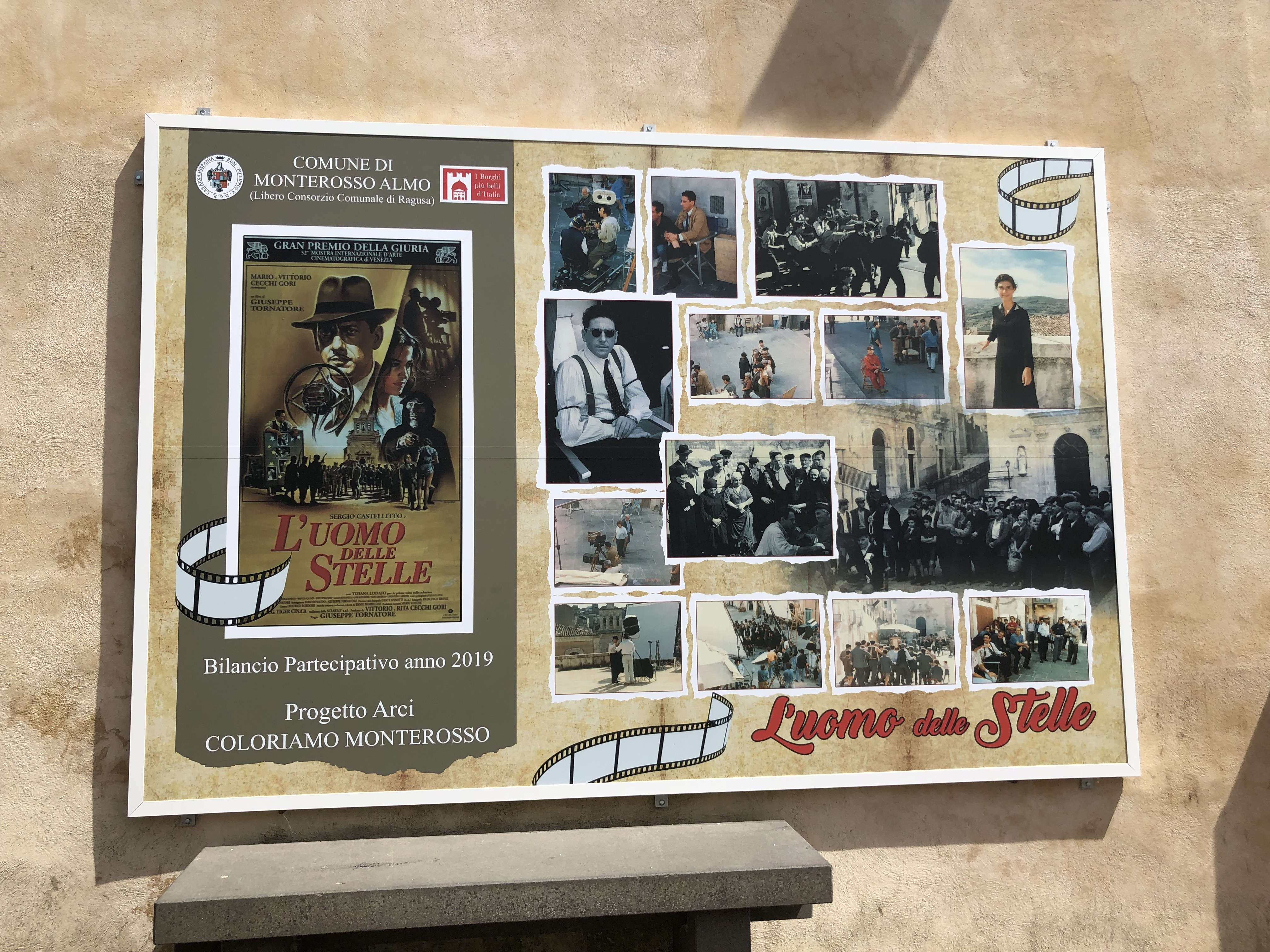
Cartellone a Monterosso Almo

Il film è stato girato in Sicilia, prevalentemente, tra Ragusa Ibla e Monterosso Almo, mentre la scena dell'arresto è stata girata a Marzamemi. Le scene iniziali (che raffigurano il primo paese in cui Joe Morelli arriva) sono state girate a Matera vicino Piazza S.Pietro Caveoso. Una breve scena è stata girata anche nella piazza e nelle vie del borgo di Civita di Bagnoregio.
Altre scene sono state girate nella abbazia di Gangi vecchio, presso le Grotte della Gurfa e tra le rovine di Poggioreale.

## Musiche
Le musiche sono tutte composte da Ennio Morricone. La musica drammatica che invece si ascolta durante i funerali del capomafia e il pestaggio di Joe Morelli è tratta da una famosa Elegia funebre il cui titolo originale è "SS.mo Cristo alla colonna" composta nel 1933 dal celebre direttore e compositore siciliano Giuseppe Bellisario.

## Accoglienza
Il film ebbe un buon successo di pubblico. Come quasi tutti i film di Tornatore, ha avuto tuttavia un'accoglienza abbastanza contrastante da parte della critica ufficiale.
In particolare Paolo Mereghetti che gli assegnava nel suo Dizionario dei film edizione 2011 una stella e mezza e una critica molto negativa, nella edizione 2017 ha assegnato due stelle su quattro annotando: "Il film, sceneggiato dal regista e Fabio Rinaudo, da una idea di Maurizio Zaccaro e Fabio Bonifacci, offre qualche spunto interessante sulle illusioni che il cinema può creare e sul bisogno che sembrano averne le persone (la madre - Rondinella - che si "vende" per il successo della figlia, l'omosessuale represso - Gullotta -, il reduce della guerra di Spagna - Trieste -). Oltre a restituire, grazie anche alla fotografia di Dante Spinotti, il fascino di una Sicilia dai mille paesi che a volte sembra ricordare le "città del mondo" di Vittorini. E il piano sequenza dove tutto il paese ri-recita "Via col vento" è una bellissima scena. Cameo degli stilisti Dolce & Gabbana nella corriera."

## Riconoscimenti
- 1996 - Premio Oscar
  - Nomination Miglior film straniero (Italia)
- 1996 - David di Donatello
  - Miglior regia a Giuseppe Tornatore
  - Miglior attore non protagonista a Leopoldo Trieste
  - Miglior scenografia a Francesco Bronzi
  - Nomination Miglior film
  - Nomination Migliore sceneggiatura a Fabio Rinaudo e Giuseppe Tornatore
  - Nomination Migliore attore protagonista a Sergio Castellitto
  - Nomination Miglior colonna sonora a Ennio Morricone
  - Nomination Miglior fotografia a Dante Spinotti
  - Nomination Migliori costumi a Beatrice Bordone
  - Nomination Miglior montaggio a Massimo Quaglia
  - Nomination Migliore sonoro a Massimo Loffredi
- 1995 - Mostra del cinema di Venezia
  - Leone d'argento - Gran premio della giuria
  - Premio Pasinetti per la migliore interpretazione maschile a Sergio Castellitto
  - Nomination Leone d'oro a Giuseppe Tornatore
- 1996 - Nastro d'argento
  - Regista del miglior film a Giuseppe Tornatore
  - Migliore attore protagonista a Sergio Castellitto
  - Miglior attore non protagonista a Leopoldo Trieste
  - Miglior fotografia a Dante Spinotti
  - Miglior scenografia a Francesco Bronzi
- 1996 - Grammy Award
  - Nomination Miglior colonna sonora per film o per televisione a Ennio Morricone
- 1996- Ciak d'oro
  - Migliore attore protagonista a Sergio Castellitto[8]
  - Migliore scenografia a Francesco Bronzi